# Игнатовка (Московская область)
Игнатовка — деревня в Дмитровском районе Московской области, в составе городского поселения Дмитров. Население — 32 чел. (2010). До 2006 года Игнатовка входила в состав Внуковского сельского округа.

## Расположение
Деревня расположена в центральной части района, примерно в полукилометре от северо-восточной окраины Дмитрова, на правом притоке  Дубец реки Яхрома, высота центра над уровнем моря 174 м. Ближайшие населённые пункты — Внуково на востоке и Поддубки на северо-востоке. У северной окраины деревни проходит автодорога А108 (Московское большое кольцо).

## История
Деревня Игнатьево упоминается в Писцовом описании 1627/29 года как пустоши Игнатьево-Черново. Данные деревни исчезли во время Польско-Литовского нашествия.
В дальнейшем деревня Игнатовка восстанавливается и присутствует на различных картах. 
В Игнатовке 21 ноября 1861 года родился архиепископ Владимирский и Суздальский Николай (Добронравов), пострадавший за веру и прославленный как священномученик.

## Население
| 2002 | 2006 | 2010 |
| ---- | ---- | ---- |
| 23   | ↗28  | ↗32  |